# Cratere Finnr
Finnr è un cratere sulla superficie di Callisto.